# Cour du Coq
La cour du Coq est une voie du 11e arrondissement de Paris, en France.

## Situation et accès
La cour du Coq est une voie privée située dans le 11e arrondissement de Paris. Elle débute au 60, rue Saint-Sabin et se termine allée Verte.

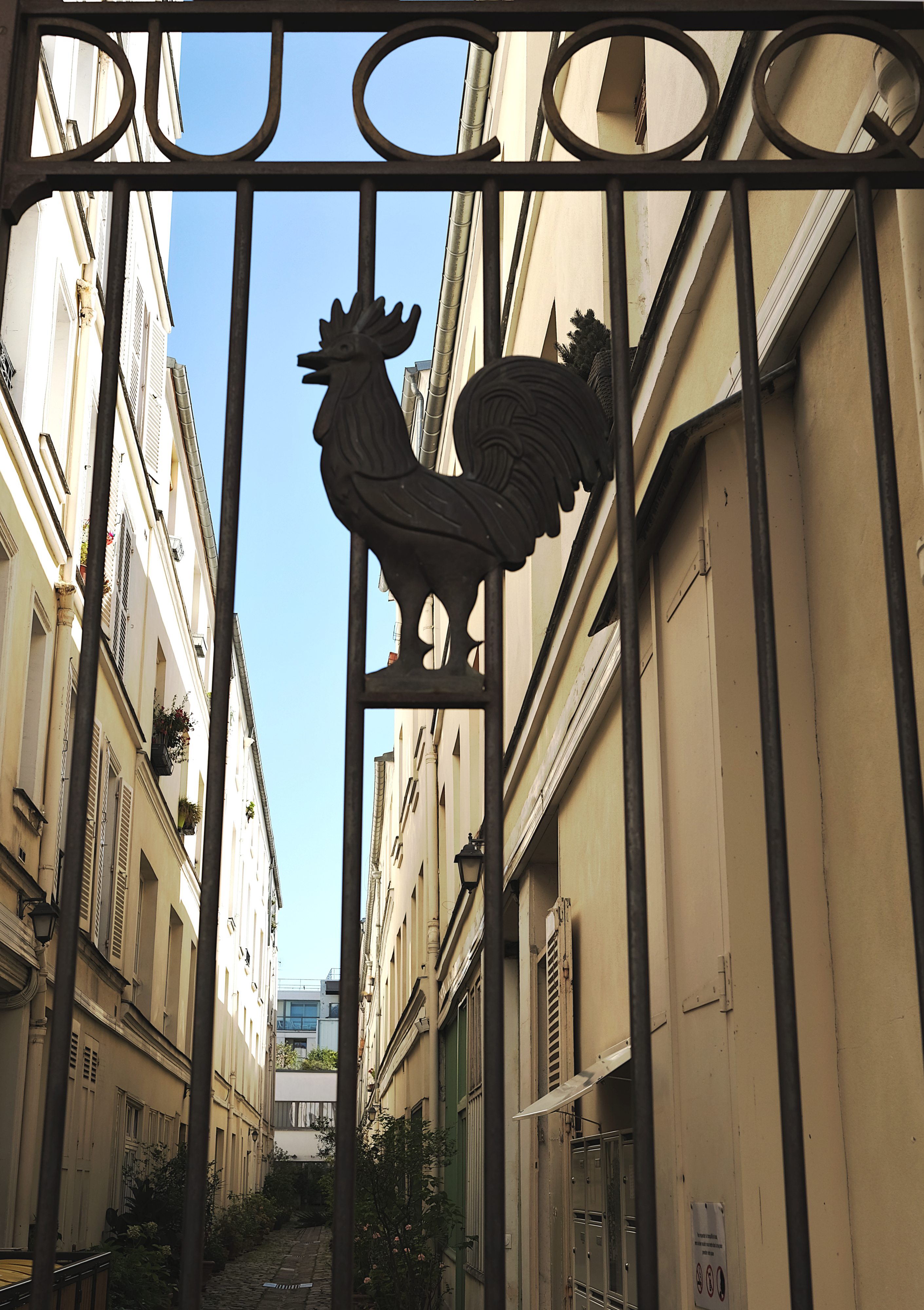
Le portail d'entrée avec une silhouette de coq.
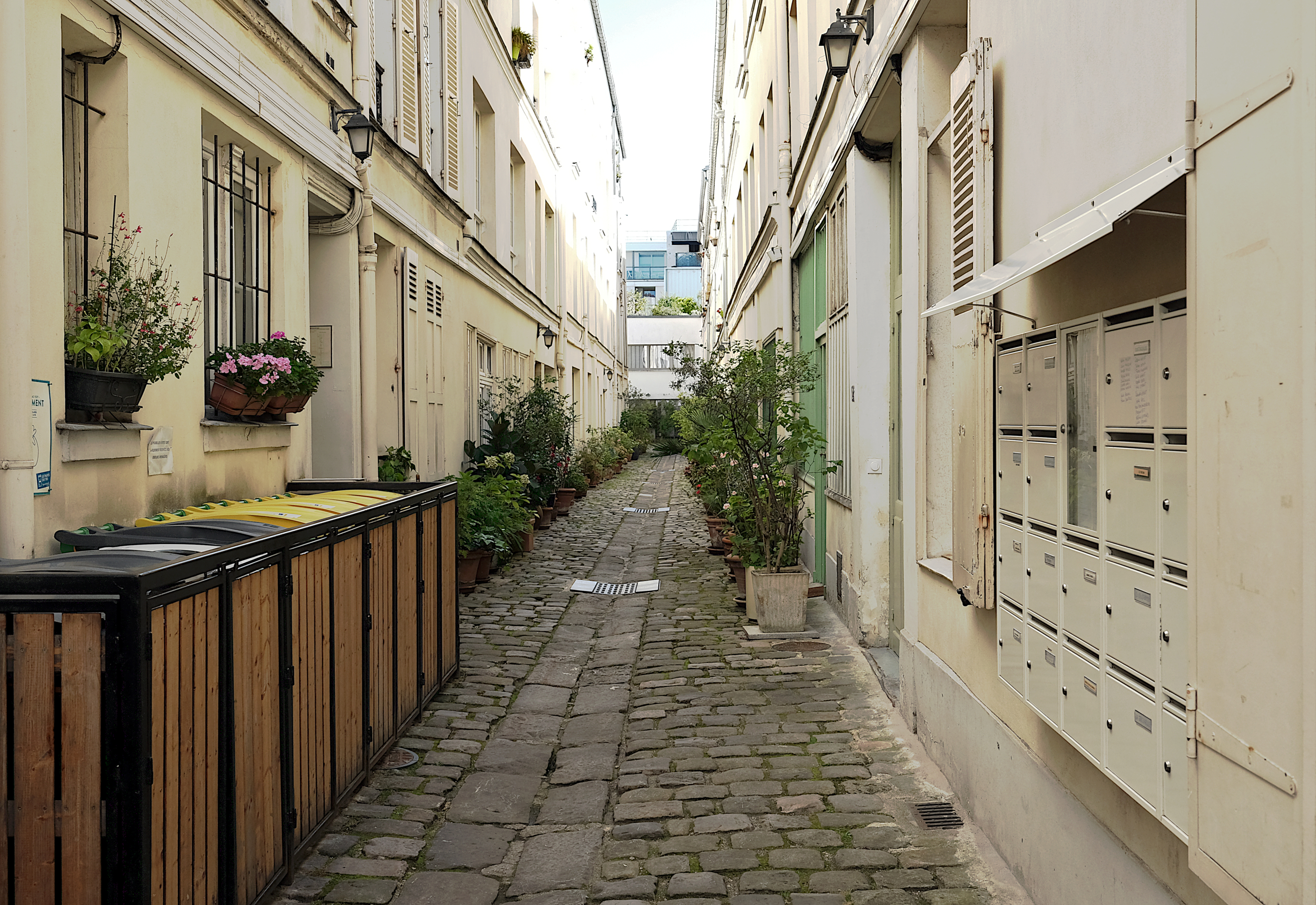
La cour en 2025.

## Origine du nom
Cette voie est nommée d'après le surnom d'un propriétaire.